# Краснопідгорне сільське поселення
Краснопідго́рне сільське поселення (рос. Красноподгорное сельское поселение) — муніципальне утворення у складі Краснослободського району Мордовії, Росія. Адміністративний центр — присілок Красна Підгора.
Станом на 2002 рік існували Краснопідгорна сільська рада (села Новий Усад, Потякші, Руське Маскино, присілки Жовтоногово, Красна Волна, Красна Підгора, Мордовське Маскино, Тустатово) та Чукальська сільська рада (села Черновські Виселки, Чукали, присілок Русько-Полянські Виселки).
24 квітня 2019 року ліквідоване Чукальське сільське поселення (села Черновські Виселки, Чукали, присілок Русько-Полянські Виселки) увійшло до складу Краснопідгорного сільського поселення.

## Населення
Населення — 1659 осіб (2019, 2048 у 2010, 2324 у 2002).

## Склад
До складу поселення входять такі населені пункти:
| Населений пункт                    | Населення, осіб (2002) | Населення, осіб (2010) |
| ---------------------------------- | ---------------------- | ---------------------- |
| Жовтоногово, присілок              | 441                    | 434                    |
| Красна Волна, присілок             | 63                     | 39                     |
| Красна Підгора, присілок           | 240                    | 236                    |
| Мордовське Маскино, присілок       | 58                     | 45                     |
| Новий Усад, село                   | 498                    | 454                    |
| Потякші, село                      | 71                     | 39                     |
| Руське Маскино, село               | 381                    | 330                    |
| Русько-Полянські Виселки, присілок | 69                     | 59                     |
| Тустатово, присілок                | 26                     | 10                     |
| Черновські Виселки, село           | 62                     | 56                     |
| Чукали, село                       | 415                    | 346                    |